# Maienfeld
Maienfeld est une commune suisse du canton des Grisons, située dans la région de Landquart.

## Histoire

Photo aérienne prise à 400 m par Walter Mittelholzer (1924).

Mentionnée au IVe siècle sous le nom de Magia sur la table de Peutinger, la localité constituait une halte dans la vallée du Rhin sur le chemin de Zurich à Brégence. Au XIVe siècle, les Walser fondent plusieurs hameaux sur les hauteurs du village. Son administration, rattachée à celle du bourg voisin de Malans, est codifiée au XVe siècle et un traité est conclu en 1438 entre la ville et les barons de Brandis. La communauté, de culture rhétoromane, est germanisée au XVIe siècle et vit la Réforme dès 1529. À la suite de la création de la voie de chemin de fer Coire-Zurich à la fin du XIXe siècle, la commune perd de son importance sur le réseau des transports commerciaux.

## Géographie
Maienfeld se trouve à une dizaine de kilomètres à l'est de Sargans dans la vallée rhénane de Coire et à la limite nord de Bad Ragaz. Elle possède une voie de passage alpestre Saint-Luzisteig vers la principauté du Liechtenstein avec une fortification frontalière médiévale abritant une caserne de l'armée suisse. La superficie de la commune est de 32 km2 dont 1 433 ha de terres utilisées pour l'agriculture (122 hectares de vignes), 10 km2 de bois et forêts et 174 ha d'alpage. La commune est jumelée avec Cortaillod, dans le canton de Neuchâtel.

## Économie
La viticulture constitue la première source de revenus de la commune dont la surface viticole représente plus du quart de celle du canton. Le Maienfelder comprend plusieurs cépages (surtout du Pinot Meunier et du Riesling Silvaner ainsi que du Pinot Blanc, du Chardonnay et du Pinot Gris). Le tourisme est aussi très actif avec l'engouement populaire suscité par le personnage du roman de Johanna Spyri Heidi dont les péripéties sont censées se passer principalement sur les alpages de la commune. Un parcours de promenade retrace ainsi son histoire et la région touristique porte son nom (Heidiland).

## Patrimoine
La vieille ville « à l'intérieur des murs » ainsi que les châteaux de Brandis (la tour avec peintures) et de Salenegg sont reconnus comme biens culturels suisses d'importance nationale.

## Culture
Le pays est surtout connu comme ayant servi de cadre au célèbre personnage du roman de Johanna Spyri, Heidi. Au début des années 1970, l'équipe de Isao Takahata vint même sur place pour élaborer les décors de la série animée homonyme.

## Personnalités liées à la commune
- Maria Gugelberg von Moos (1836-1918), botaniste.
- Hans Möhr (1916-2014), cavalier suisse, y est né.